# All That Matters (Justin Bieber)
All That Matters è un brano musicale del cantante canadese Justin Bieber, pubblicato il 14 ottobre 2013 come secondo singolo della serie "Music Mondays" dopo Heartbreaker.
Il brano, prodotto dalla Island Def Jam Music Group, è di genere pop ed ha una durata di 3 minuti e 12 secondi.

## Classifiche
| Classifica (2013) | Posizione massima |
| ----------------- | ----------------- |
| Australia         | 41                |
| Austria           | 34                |
| Belgio (Fiandre)  | 19                |
| Belgio (Vallonia) | 28                |
| Canada            | 14                |
| Danimarca         | 1                 |
| Francia           | 40                |
| Germania          | 46                |
| Italia            | 19                |
| Norvegia          | 14                |
| Nuova Zelanda     | 37                |
| Regno Unito       | 20                |
| Spagna            | 16                |
| Stati Uniti       | 24                |
| Svizzera          | 17                |